# شيلا مكينون
شيلا مكينون هي مصورة أخبار ومصورة وصحفية كندية، ولدت في القرن العشرين.

## وصلات خارجية
- شيلا مكينون على موقع IMDb (الإنجليزية)